# Algámitas

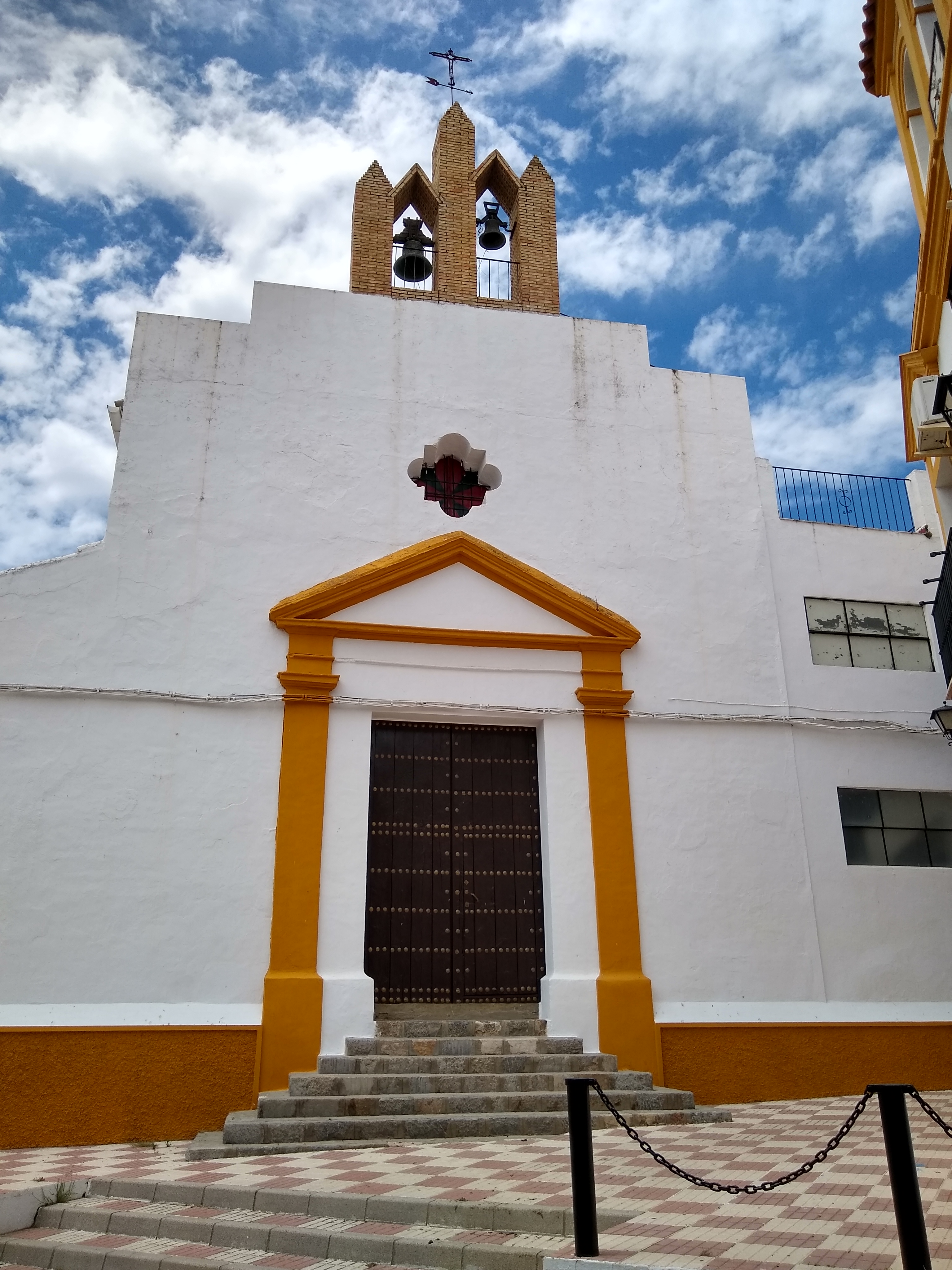
Iglesia del Dulce Nombre de Jesús.

Algámitas es un municipio español de la provincia de Sevilla, Andalucía. En el año 2016 contaba con 1.283 habitantes. Su extensión superficial es de 20,4 km² y tiene una densidad de 63,7 hab/km². Sus coordenadas geográficas son 37° 01′ N, 5° 09′ O. Se encuentra situada a una altitud de 421 metros sobre el nivel del mar y a 110 kilómetros de la capital de provincia, Sevilla. Es localidad de paso del Camino de la Frontera hacia Santiago de Compostela.

## Geografía
| Noroeste: Pruna y Villanueva de San Juan | Norte: Villanueva de San Juan | Noreste: El Saucejo                               |
| Oeste: Pruna                             | Puntos cardinales             | Este: Cañete la Real Almargen (Málaga)            |
| Suroeste: Pruna                          | Sur: Olvera (Cádiz)           | Sureste: Olvera (Cádiz) y Cañete la Real (Málaga) |

### Geología
Nota sobre la estructura de la sierra de AIgámitas (Sevilla) por Eduardo Alastrué 1945 - Boletín de la Real Sociedad Española de Historia Natural, ISSN 0365-9755, N.º 43, 1945, págs. 403-404
(En sus) recientes excursiones por las provincias de Sevilla y Cádiz me han dado ocasión de reconocer la estructura de una de las unidades más interesantes del frente sub-bético de la Andalucía sudoccidental: la sierra de Algámitas. Se trata de un grandioso pliegue anticlinal que se alza bruscamente frente a la depresión triásica y terciaria, extendida por el N. hasta la línea de Morón Osuna. Está constituido por calizas grises margosas, provistas en ocasiones de abundantes nódulos y lajas de sílex, que denuncian una típica facies liásica . 
En el contacto septentrional buza es material estratigráfico muy acusadamente hacia el N.
A estos bancos casi verticales suceden en el eje del anticlinal capas de buzamiento más suave (45° 0 N.). En el descenso hacia el S. llegan a estar los estratos casi horizontales. Esta disposición de las capas se registra muy cerca del contacto de las calizas de la tierra con el Neocomiense margoso, que la ciñe por el S. Afecta, por tan lo, el conjunto un estilo ya registrado por mí en otras unidades tectónicas del margen septentrional sub-bético: el de un pliegue anticlinal cuyo flanco N . desciende casi vertical bajo el Terciario que lo limita, mientras que en la línea de las cumbres llegan a sus capas casi horizontales. 
Además, todo este complejo queda cortado bruscamente por su flanco S. En la sierra de Algálmitas, este corte no permite descubrir términos de la serie estratigráfica inferior a las calizas del Lias, porque las margas cretáceas que recubren a la unidad por su flanco S. hacen ascender la línea de contacto hasta una altura considerable.
El anticlinal de Algámitas §e halla, además, caracterizado por una ligera incurvación de su eje hacia el Norte. En el sector oriental de la Sierra sigue dicho eje una orientación aproximada E .-O., para doblarse después suavemente hacia el O.-SO. en la terminación occidental, descubriendo un ligero arco que apunta hacia el N.
https://dialnet.unirioja.es/servlet/articulo?codigo=8949224

## Geografía humana

### Historia Poblacional
Recientes investigaciones ponen a Algámitas en un contexto poblacional de núcleos dispersos de origen Túrdulo, al territorio Callense entre el Peñón de Algamatias y su sierra del Terril a las peñas visibles al Sur con Pruna y Olvera, hasta Zahara de la Sierra al Sur; y hacia el Oeste a dos Núcleos territoriales relacionados en el Peñón del Zaframagón y el entorno de Monteagudo con Mont Aqut o el Castillo de Cote el Viejo (Sillibar) y el Tajo de Mugarejo. El Tajo ha sido la única población identificada como Callet Aenanici o a Eneas por honor de Julio César, que se consideraba descendiente de Eneas. Es por las menciones de Plinio (N.H. 3.12 y 3.15) en las que se identifican tres Callet, enclavadas en tres Conventvs Hispanicos de la Bética, Siendo la Callet conocida en el Río Salado y el Conventus Hispalense la Callet Aeneanici, quedando otras dos Callet en los Conventus Gaditanus y Astigitanus, es decir, Cádiz y Ecija, se han propuesto por varios autores diferentes ubicaciones debido a la aparición fortuíta y ocasional de leyendas monetales de algunas Cecas numismáticas recuperadas en la zona de Montellano y El Coronil.
Si bien la población en Conventus Gaditanus pudo haber estado en la sierra de Montellano controlando el curso medio del Guadalete, el territorio Astigitano comprendía a Algamitas y Pruna, siendo los límites territoriales de tres provincias, bien definidas por la orografía de sus Ríos y delimitados por los nacimientos del Guadaira y el Corbones hasta territorios Hispalenses. Ubicándose así el territorio Calense en esta zona, durante la época Hispanorromana, se tiene presente que la población romana que se estableció en Algamitas lo haría en las cercanías del Corbones tomando el topónimo de Silicens, por sus arenas. Mientras que los musulmanes se ubicarían junto al Arroyo del Membrillar en la llamada Algameca y los Cristianos ubicaron la población actual sobre el que sería el antiguo poblado Túrdulo de herencia cultural Tartésica y contactos con fenicios documentados en cerámicas encontradas en la zona. Los estudios Geológicos y Arqueológicos en la zona son limitados, aun así es abundante el folklore popular en leyendas y hechos, que engrosan el misterio milenario del territorio, de hallazgos de tesoros, gigantes y fantasmas en las peñas y molinos, que protegen el lugar de formas enigmáticas y mágica.
CECA Y CALLET AENEANICI
Existen diversas propuestas para su localización, Villaronga opta por El Coronil (CNH p. 386; ACIP p. 471); también Chaves (2009: 74) sugiere las cercanías de El Coronil. Hacia la misma zona apunta la propuesta de Pascual Barea (2004: 25-31), en un yacimiento ubicado en una ribera del río Guadaíra, entre Montejil y Montellano, Sevilla). Sin embargo, en TIR (J-30 s.v. Callet) se deja abierta la cuestión debido a la mención por Plinio (N.H. 3.12 y 3.15) de dos ciudades con ese mismo nombre en conventos diferentes (astigitano y gaditano) y una tercera llamada Callensibus Aeneanici ubicada en el hispalense (Plinio 3.14; sobre el topónimo véase también Jacob 1986; Cortijo Cerezo 1993). Los hallazgos monetarios, por su escasez, no privilegian ninguna localización (Ruiz López 2010: 623-624).
Ceca* de localización desconocida en la provincia Ulterior*, cercana a Carmo* por la similitud de sus monedas. Plinio ("Nat. Hist.", III, 12 y 15) menciona en la Baetica* tres poblaciones denominadas Callet; una en el Conventus Gaditanus* que podría corresponder a Montellano; otra en el Astigitanus* que pudo haber estado por Algámitas, y una tercera en el Hispalensis* en Moguerejo o Molino de Pintado junto al río Salado de Morón mejor que en El Coronil, Sevilla*, a partir de un epígrafe encontrado en la zona que menciona la "[res] p(ublica) Callensis". Callet acuña una única emisión de "Ae" en el tránsito de los ss. II al I a. C., con una iconografía similar a Carmo: cabeza hercúlea con leonté y reverso con dos espigas enmarcando el topónimo. es
Referencias bibliográficas
[Arroyo Aparicio, F. (2010), p. 155][García Bellido, Mª. P. y Blázquez, C. (2001), vol. II, pp. 81-82](2016), (s.v. CALLET)[Vives Escudero, A. (1980), t. 3, p. 84]
https://www.geocities.ws/pascualbarea/toponimia.html
https://tesauros.cultura.gob.es/.../toponimiahist.../1211715

### Demografía
Cuenta con una población de 1241 habitantes (INE 2024).
| Gráfica de evolución demográfica de Algámitas entre 1857 y 2021 |
| |
| Población de derecho según los censos de población del INE Población de hecho según los censos de población del INEEntre el censo de 1857 y el anterior, aparece este municipio porque se segrega del municipio 415000 (Pruna y Algámitas) |

| 1,412                     | 1,377 | 1,382 | 1,373 | 1,378 | 1,371 | 1,360 | 1,347 | 1,337 |
| (Fuente: INE [Consultar]) |       |       |       |       |       |       |       |       |

## Lugares de interés
El Peñón de Algámitas es uno de los símbolos de la zona, en la sierra del Tablón, junto con el punto más alto de la provincia de Sevilla, el pico del Terril.

## Economía

### Evolución de la deuda viva municipal
| Gráfica de evolución de Deuda viva del Ayuntamiento de Algámitas entre 2008 y 2019                                |
| |
| Deuda viva del Ayuntamiento de Algámitas en miles de Euros según datos del Ministerio de Hacienda y Ad. Públicas. |

## Galería de imágenes

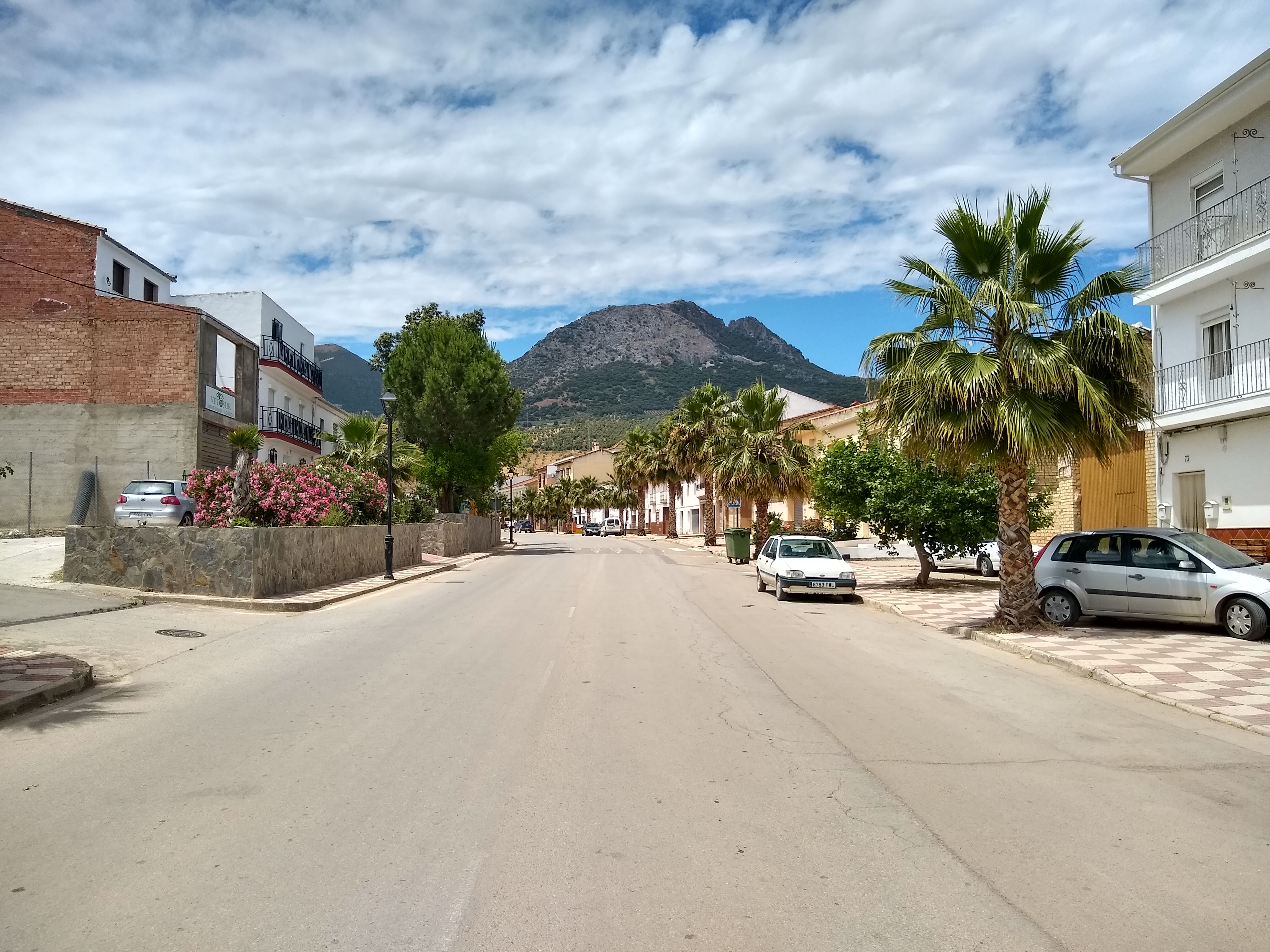
Avenida de las Palmeras de Algámitas.
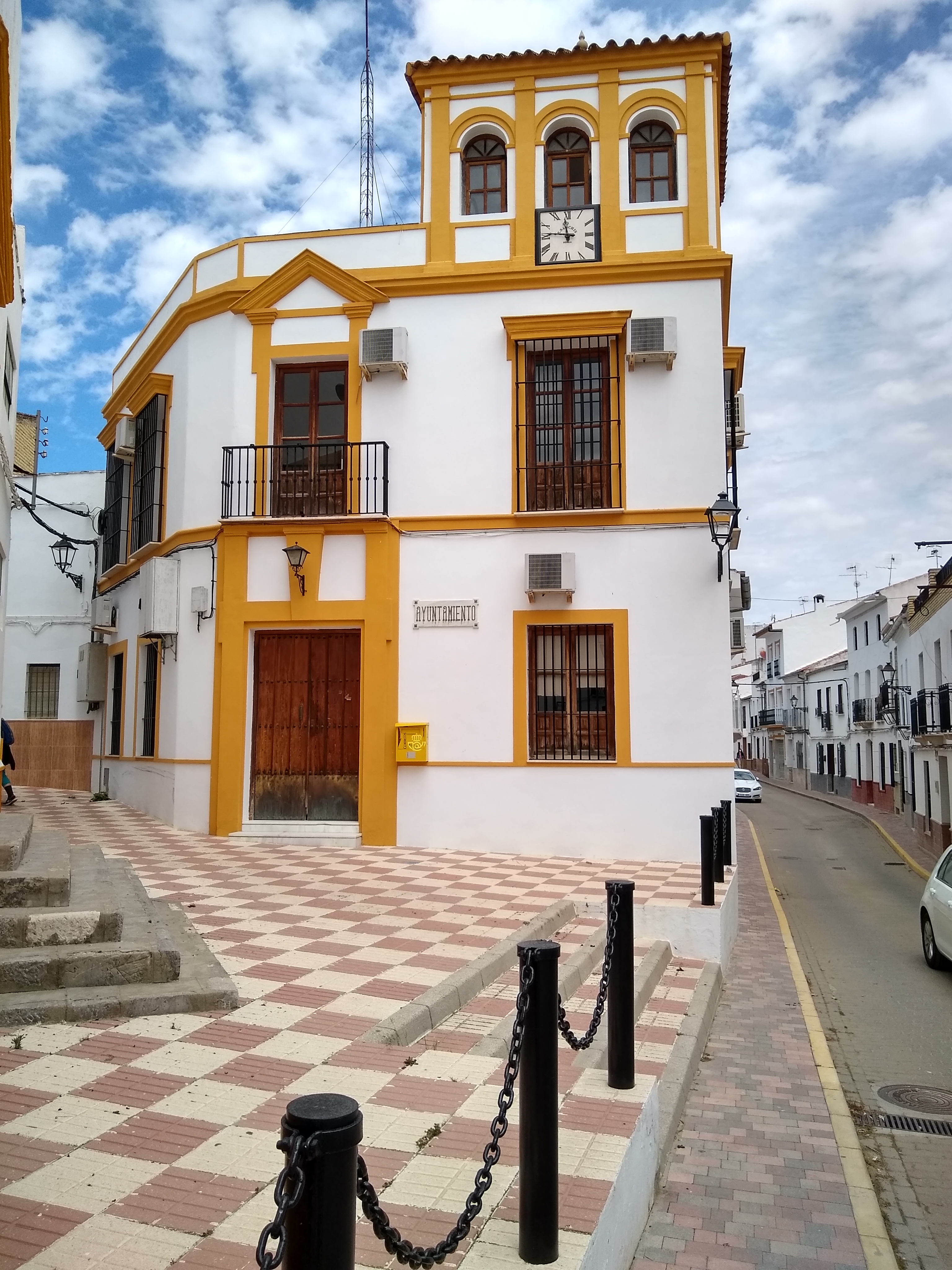
Ayuntamiento de Algámitas
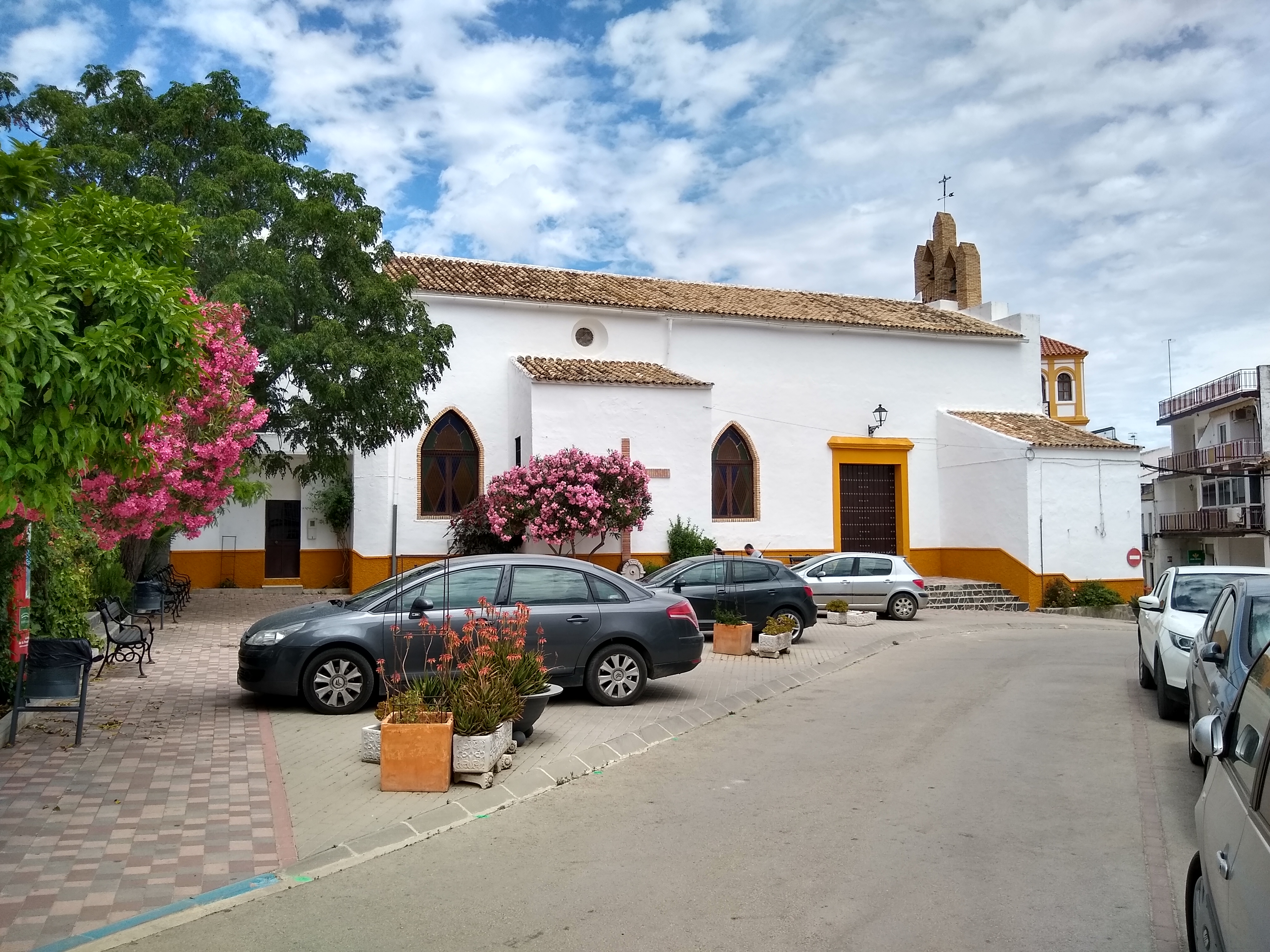
Iglesia del Dulce Nombre de Jesús
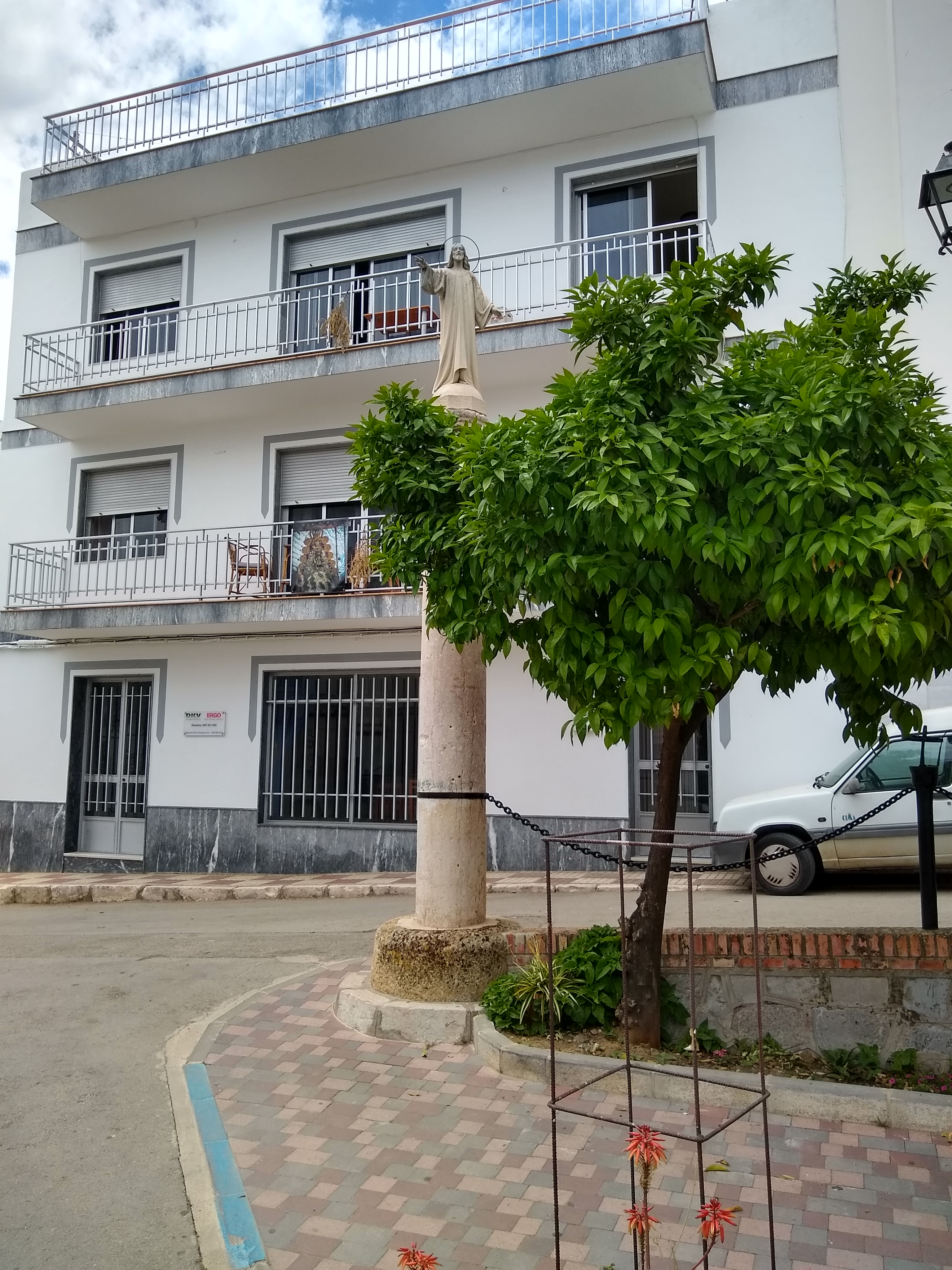
Columna con la imagen de Jesús.